# Daniel Muñoz (político)
Daniel Muñoz Vidal (Montevideo, 10 de marzo de 1849 - 10 de junio de 1930) fue un escritor, periodista, diplomático y político uruguayo perteneciente al Partido Colorado.

## Familia
Fue hijo de Enrique Muñoz de Herrera y de Dolores Liberata Vidal y Batlle. El 30 de setiembre de 1874 contrajo matrimonio con Alcira Caravia Gutiérrez.

## Periodista
Llegó a la literatura a través del periodismo, que practicara desde joven. Fundó y dirigió desde 1878 el diario La Razón junto a Manuel B. Otero, Prudencio Vázquez y Vega y Anacleto Dufort y Álvarez. Algunos de sus artículos fueron firmados con el seudónimo de Sansón Carrasco diversos artículos de observación costumbrista y de debate ideológico, los que fueran recogidos en ediciones publicados en Colección de artículos en 1884, 1885 y Artículos de Sansón Carrasco 1893  y luego olvidados hasta que la crítica literaria reciente los redescubrió y volvió a publicar.

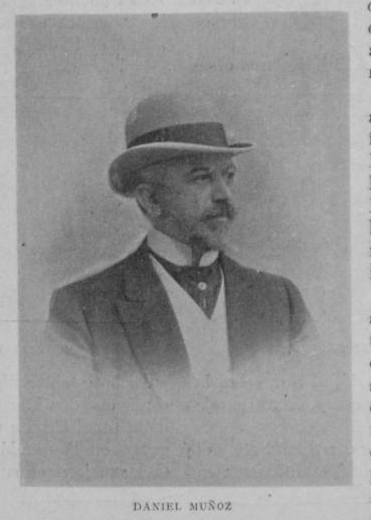

Fue un miembro fundador del Ateneo de Montevideo.

## Actuación política
En la década siguiente dejó la literatura por la política, siendo sucesivamente Jefe Político de Florida en 1896, Ministro plenipotenciario y embajador extraordinario en Italia (1896) y luego en la Argentina en 1902. Fue ministro de Relaciones Exteriores en el año 1919, y representó al Uruguay en numerosos foros internacionales.
Fue el primer Intendente de Montevideo entre enero de 1909 y enero de 1911.
Una calle en Montevideo, lo recuerda y homenajea.